# La escopeta nacional
La escopeta nacional è un film spagnolo del 1978 diretto da Luis García Berlanga.